# Circuito de Getxo 2005
Il Circuito de Getxo 2005, sessantesima edizione della corsa e valida come evento dell'UCI Europe Tour 2005 categoria 1.1, si svolse il 31 luglio 2005 su un percorso totale di 189 km. Fu vinto dallo spagnolo David Fernández che terminò la gara in 4h01'26", alla media di 46,96 km/h.
Al traguardo 71 ciclisti portarono a termine il percorso.

## Ordine d'arrivo (Top 10)
| Pos. | Corridore               | Squadra       | Tempo    |
| ---- | ----------------------- | ------------- | -------- |
| 1    | David Fernández         | Andalucía     | 4h01'26" |
| 2    | Rubén Lobato            | Saunier Duval | a 1"     |
| 3    | David Herrero           | Euskaltel     | s.t.     |
| 4    | Carlos Castaño          | Andalucía     | s.t.     |
| 5    | Mikel Gaztañaga         | Catalunya     | s.t.     |
| 6    | David de la Fuente      | Saunier Duval | s.t.     |
| 7    | Javier Benítez          | Relax         | s.t.     |
| 8    | David Muñoz             | C. Valenciana | s.t.     |
| 9    | Javier Ramírez Abeja    | Liberty Seg.  | s.t.     |
| 10   | Francisco José Martínez | Andalucía     | s.t.     |